# Маркозов, Василий Иванович
Василий Иванович Маркозов (Маркозашвили) (1838—1908) —генерал от инфантерии, участник Кавказской войны и Хивинского похода 1873 г., военный писатель.

## Биография
Родился 1 января 1838 года в Тифлисе, его отец — генерал-майор Иван Павлович Маркозов, председатель военно-судной комиссии при Тифлисском комендантском управлении.
Начал службу 2 августа 1854 года юнкером в Нижегородском драгунском полку и в рядах его принял участие в Крымской войне и в сражениях с горцами. За отличие при штурме Карса Маркозов 13 сентября 1855 года был произведён в прапорщики.
По окончании Крымской войны Марозов продолжил свою боевую службу в рядах кавказских войск и 1857 году за отличие против горцев был награждён своим первым боевым орденом — св. Анны 4-й степени. 9 июня 1858 года произведён в поручики. В 1859 году, командуя эскадроном Северского драгунского полка, Маркозов участвовал в штурме Гуниба. 20 февраля 1861 года получил чин штабс-капитана и 5 сентября 1862 года — капитана.
В 1867 году окончил курс Николаевской академии Генерального штаба, во время обучения в академии 19 июня 1866 года был произведён в майоры.
По переводу в Генеральный штаб с производством в капитаны Генерального штаба Маркозов 20 мая 1868 года был назначен в Кавказский военный округ, где занял должность старшего адъютанта штаба 39-й пехотной дивизии. С 31 марта 1870 года являлся старшим адъютантом штаба Кавказского военного округа, причём 30 августа того же года был произведён в подполковники.
В 1871 году Маркозов был командирован в Красноводск для командования особым отрядом и сменил на этом посту полковника Столетова. 22 февраля 1872 года получил чин полковника.
Летом 1872 года было принято решение о покорении Хивинского ханства, предполагалось организовать движение походных колонн из нескольких точек: Мангышлака, Оренбурга, форта Перовский, Джизака и Красноводска, на Маркозова было возложено последней колонной. С 4 мая по 7 июня этого же года Маркозов формально числился начальником штаба 39-й пехотной дивизии.
В первую очередь Маркозов озаботился разведкой Каракумов, однако далее озера Сарыкамыш продвинуться не удалось из-за волнений туркмен-текинцев в тылу отряда. Проведя усмирение непокорных туркмен, Маркозов занял постами побережье Каспийского моря на юг от Красноводска до Чекишляра и устья реки Атрек, причём на Атреке уже в начале 1873 года он выдержал серьёзный бой с подвластными Персии туркменами. Осенью при попытке произвести вторичный осмотр предполагаемого маршрута движения отряда в Хиву через Каракумы, однако на колодцах Джемала Маркозов встретил сильный туркменский отряд, который лишь после упорнейшего боя и последующей штыковой атаки пехотинцев Кабардинского полка, отступил в пески; тем не менее о дальнейшей разведки речи идти не могло.
За успешное исследование пустыни между Красноводском и Саракамышем и занятие Чекишляра и земель до реки Атрек был произведён в 1872 году в полковники, а за разгром текинцев при Джемала награждён орденом св. Владимира 3-й степени с мечами.
В феврале 1873 года Красноводский отряд выступил в сторону Хивы. Расспросные сведения о каракумских колодцах далее Сарыкамыша в значительной степени оказались ложны, и отряд в страшную жару (Терентьев прямо сообщает, что от жары «термометры все полопались») практически без воды застрял в песках в урочище Орта-кую. 22 апреля Маркозов был вынужден отдать приказ о возвращении отряда назад.
По возвращении в Красноводск Маркозов был отстранён от командования отрядом и обвинён в катастрофе Красноводского отряда; вследствие этого вышел в отставку, но, после того как стали известны результаты разведки Скобелевым колодцев в Каракумах, все обвинения были сняты и 14 августа 1874 года Маркозов вернулся на службу.
В 1875 году назначен командиром 128-го пехотного Старооскольского полка, с которым принял участие в турецкой кампании. 31 октября 1878 года произведён в генерал-майоры (со старшинством от 15 мая 1883 года) и назначен исполняющим дела инспектора госпиталей действующей против турок армии, затем состоял в распоряжении командующего войсками Киевского военного округа. 21 октября 1881 года назначен начальником штаба 12-го армейского корпуса, 18 апреля 1891 года — командиром 2-й бригады 6-й пехотной дивизии, а 5 октября 1892 года — командующим 2-й пехотной дивизией, 30 августа 1893 года произведён в генерал-лейтенанты с утверждением в должности дивизионного начальника.
28 февраля 1897 года произведён в генералы от инфантерии с увольнением от службы за болезнью с мундиром и пенсией. Скончался 26 марта 1906 года в Павловске под Санкт-Петербургом.

## Награды
Среди прочих наград Маркозов имел ордена:
- Орден Святой Анны 4-й степени (1857 год)
- Орден Святой Анны 3-й степени (1869 год)
- Орден Святого Владимира 3-й степени с мечами (1873 год)
- Орден Святого Станислава 1-й степени (1880 год)
- Орден Святой Анны 1-й степени (1884 год)
- Орден Святого Владимира 2-й степени (1887 год)
- Орден Белого орла (6 декабря 1895 года)

## Творчество

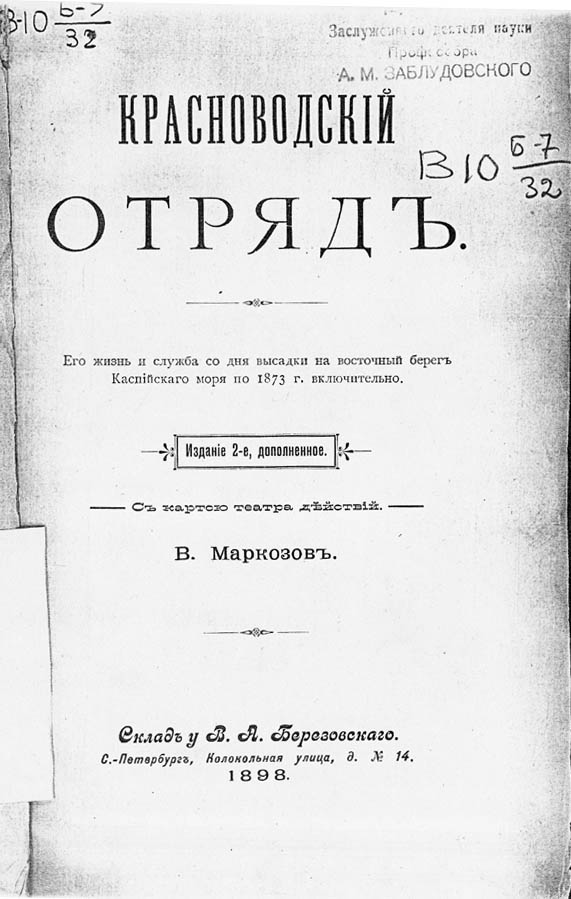
Титульный лист книги В. И. Маркозова «Красноводский отряд».

Перу Маркозова принадлежит ряд статей, напечатанных в «Военном сборнике» за его подписью и под псевдонимом Старый Красноводец:
- «По поводу статьи А. О. „Лето в Чечне в 1858 г.“» (1864, № 2);
- «Красноводский отряд, его жизнь и служба со дня высадки на восточный берег Каспийского моря по 1873 г. включительно» (1889, № 7—12; 1890, № 1—3; отдельное значительно дополненное 2-е издание: СПб., 1898);
- «Красноводский отряд. По поводу статьи генерала Ломакина» (1890, № 12).